# SE Gama
Sociedade Esportiva do Gama ist ein Fußballverein aus der gleichnamigen Satellitenstadt der brasilianischen Bundeshauptstadt Brasília, dem Distrito Federal do Brasil. Die Vereinsfarben sind Grün und Weiß. Grün dominiert bei den Heim- und Weiß bei den Auswärtstrikots. Mit elf Distriktmeisterschaften ist Gama Rekordtitelträger. Der Erzrivale von Gama ist der Brasiliense FC.

## Geschichte
Gegründet wurde der Club 1975 von einer Hermínio Ferreira Neves. Neves war Präsident des Amateurteams Minas Atlético Clube. Man wollte einen professionellen Fußballclub gründen, der die Stadt Gama in ihrer Region repräsentiert. Am 15. November 1975 war es dann soweit und der Verein entstand.
Der Klub startete mit Spielern der verschiedensten Amateurteams der Stadt und erlangte schon bald die Sympathie der lokalen Bevölkerung. Am 21. Februar 1976 trug der Mannschaft beim Torneio Imprensa sein erstes Profispiel aus. Mit der Unterstützung von Valmir Campelo de Bezerra, dem Regionalverwalter der Stadt Gama und einem großen Bewunderer des lokalen Fußballs, wurde das Estádio da Administração da Gama am 9. Oktober 1977 wieder aufgebaut und wiedereröffnet. Bereits zwei Jahre später spielte Gama das erste Mal in oberste brasilianische Spielklasse die Série A. Durch Entscheidungen der brasilianischen Militärregierung war das Teilnehmerfeld für die Saison 1979 auf insgesamt 94 Mannschaften angehoben worden, wovon auch Gama profitierte. In dem Turnier erreichte der Klub die zweite Runde. Trotz der Reduzierung auf 44 Klubs für die Série 1980 konnte Gama die Klasse halten, die Qualifizierung sah vor, dass die Staatsmeister des Vorjahres an der Liga teilnehmen sollten. Gama hatte 1979 das erste Mal die Distriktmeisterschaft von Brasília gewonnen. In den Folgejahren spielte der Klub zunächst nicht wieder in der Série A eine Rolle. Als „Goldenes Zeitalter“ können die 1990er bezeichnet werden, in denen der Club sechs regionale Meisterschaften gewann. Mit elf Distriktmeisterschaften ist Gama Rekordtitelträger vor dem Brasília FC mit neun Erfolgen (Stand Saison 2018).
Dieses gelang erst wieder, nachdem Gama 1998 Meister in der Série B wurde. In der Meisterschaft 1999 hatte Gama sich ursprünglich für das Viertelfinale qualifiziert. Aufgrund des Aufstiegs änderte der damalige Präsident, Wagner Marques, den Namen des Vereins in Gamma (zwei „m“ in der Mitte). Die Anhängerschaft mochte diese Änderung aber nicht. Aufgrund von Neubewertungen von Spielen hätte Gama am Saisonende wieder in die Série B absteigen müssen. Gama klagte gegen diese Entscheidung. Dem nationalen Verband gelang es aufgrund dieser Klage nicht einen Wettbewerb für 2000 zu organisieren. Für die alternative Veranstaltung dem Copa João Havelange wurden alle Mitglieder der Série A bis D eingeladen. Gam erreichte in der Saison den 26. von 115. Plätzen. 2001 wurde der 20. von 28 Plätzen belegt und 2002 musste der Klub sich als 25. von 26 aus der Série A verabschieden. Nach dem Abstieg wurde ab 2003 wieder alte Name – mit nur einem „m“ – eingeführt.
Mit den Jahren stieg der Klub sukzessive immer weiter ab. Zur Saison 2011 kam er in der Série D an, wo er sich bis 2015 halten konnte. Dann erfolgte als 19. auch der Abstieg aus dem nationalen Ligabetrieb.

## Stadion

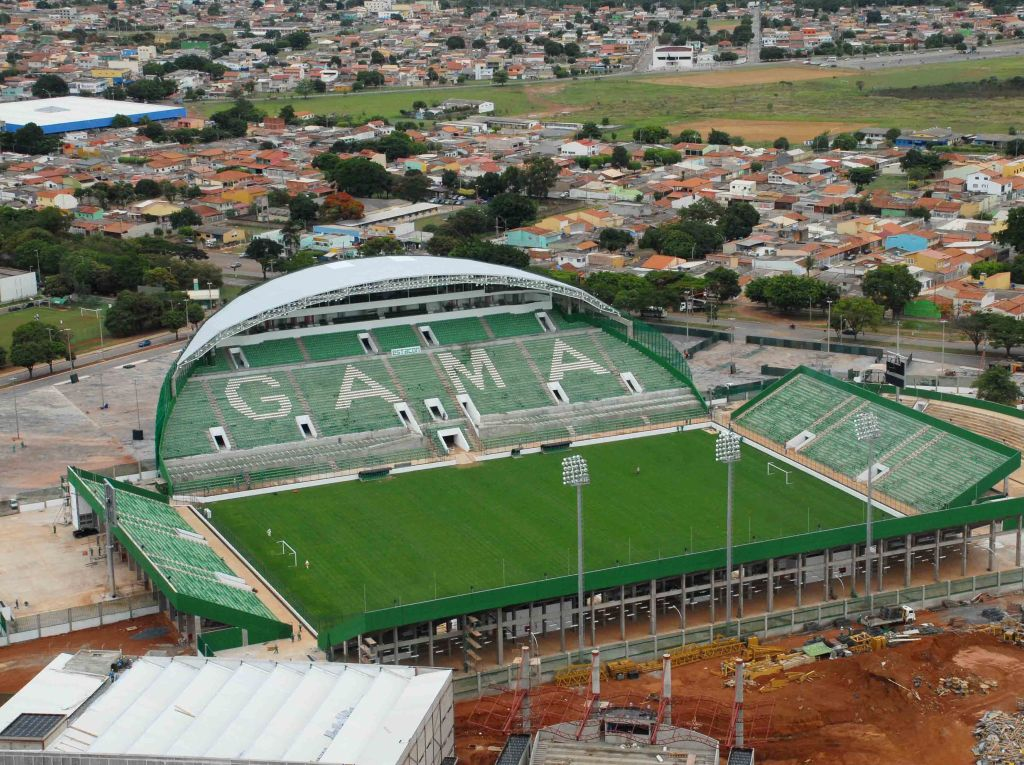
Das Bezerrão

Die SE Gama trägt ihre Heimspiele werden im Estádio Walmir Campelo Bezerra, im Allgemeinen Bezerrão genannt, aus. Es hat eine Kapazität von rund 20.000 Plätzen. Erbaut wurde es 1977. Seinen Namen hat es von Antônio Walmir Campelo Bezerra, welcher während des Aufbaus des Stadions die Bauaufsicht hatte. Obwohl dort zurzeit hauptsächlich Fußball gespielt wird, kann es auch für andere Sportarten genutzt werden.
Das erste Fußballspiel in dieser Arena fand am 9. Oktober 1977 statt. Damals spielte der Heimatverein Gama gegen Botafogo aus Rio de Janeiro, welche mit 3:1 gewann.

## Erfolge
- Distriktmeisterschaft von Brasília (14×): 1979, 1990, 1994, 1995, 1997, 1998, 1999, 2000, 2001, 2003, 2015, 2019, 2020, 2025
- Torneio Centro-Oeste: 1981
- Série B: 1998

## Ehemalige bekannte Spieler
- Dimba
- Márcio Santos